# Маркьон (кантон)

Кантон Маркьон в составе округа

Маркьон (фр. Marquion) — упраздненный кантон во Франции, регион Нор-Па-де-Кале, департамент Па-де-Кале. Входил в состав округа Аррас.
В состав кантона входили коммуны (население по данным Национального института статистики за 2008 г.):
- Бараль (489 чел.)
- Бурлон (1 203 чел.)
- Бюсси (242 чел.)
- Гренкур-ле-Авренкур (614 чел.)
- Кеан (595 чел.)
- Ланьикур-Марсель (325 чел.)
- Маркьон (946 чел.)
- Паллюель (564 чел.)
- Пронвиль (312 чел.)
- Рюмокур (699 чел.)
- Сен-ле-Маркьон (337 чел.)
- Соши-Коши (400 чел.)
- Соши-Лестре (456 чел.)
- Уази-ле-Верже (1 289 чел.)
- Экур-Сен-Кантен (1 745 чел.)
- Энши-ан-Артуа (569 чел.)
- Эпинуа (520 чел.)

## Экономика
Структура занятости населения:
- сельское хозяйство — 10,2 %
- промышленность — 14,1 %
- строительство — 7,4 %
- торговля, транспорт и сфера услуг — 32,6 %
- государственные и муниципальные службы — 35,7 %

## Политика
На президентских выборах 2012 г. жители кантона отдали в 1-м туре Марин Ле Пен 28,9 % голосов против 26,3 % у Франсуа Олланда и 24,4 % у Николя Саркози , во 2-м туре в кантоне победил Олланд, получивший 50,1 % голосов (2007 г. 1 тур: Саркози — 27,3 %, Сеголен Руаяль — 21,4 %; 2 тур: Саркози — 53,2 %). На выборах в Национальное собрание в 2012 г. по 1-му избирательному округу департамента Па-де-Кале они поддержали кандидата левых сил, члена Социалистической партии Жана-Жака Коттеля, набравшего 38,6 % в 1-м туре и 56,3 % во 2-м туре. (2007 г. 2-й округ. Катрин Жениссон (СП): 1 тур — 39,0 %, 2 тур — 59,6 %).  На региональных выборах 2010 года в 1-м туре победил список социалистов, собравший 32,1 % голосов против 22,6 % у Национального фронта и 19,9 % у списка «правых». Во 2-м туре единый «левый список» с участием социалистов, коммунистов и «зелёных» во главе с Президентом регионального совета Нор-Па-де-Кале Даниэлем Першероном получил 48,4 % голосов, Национальный фронт Марин Ле Пен занял второе место с 26,3 %, а «правый» список во главе с сенатором Валери Летар с 25,4 % финишировал третьим.
|  | Кандидат        | Партия                  | % голосов |
|  | --------------- | ----------------------- | --------- |
|  | Жюльен Оливье   | Социалистическая партия | 65,35     |
|  | Жан-Мишель Беке | Независимый             | 23,16     |
|  | Родольф Броки   | Национальный фронт      | 11,51     |